# Strängnäs (đô thị)
Đô thị Strängnäs (tiếng Thụy Điển: Strängnäs kommun) là một đô thị ở hạt Södermanland của Thụy Điển. Thủ phủ là thị xã Strängnäs. Dân số thời điểm 31 tháng 12 năm 2000 là 29610 người.